# Detlef Schwarz (Volleyballspieler)
Detlef Schwarz (* 1958) ist ein ehemaliger deutscher Volleyballspieler und -trainer.

## Laufbahn
Schwarz wurde als Spieler mit dem SC Traktor Schwerin 1988 deutscher Volleyball-Meister der DDR. Er war dann in Schwerin als Co-Trainer der Damen des SC Traktor tätig. 1991 wechselte Schwarz zur VG Alstertal-Harksheide, war bei dem Damen-Bundesligisten zunächst Co-Trainer. Er stieg dort zum Cheftrainer auf, erreichte mit Alstertal-Harksheide im Spieljahr 1992/93 den sechsten Tabellenrang in der Bundesliga. Zeitweilig stand er auch noch als Spieler des 1. SC Norderstedt auf dem Feld.
Zur Saison 1993/94 wurde der beruflich als Groß- und Außenhandelskaufmann beschäftigte Schwarz Trainer des Damen-Zweitligisten SC Langenhorn. Im Frühjahr 1994 war er bei einem internationalen Turnier in Bremen Assistent des deutschen Damen-Bundestrainers Siegfried Köhler.
Schwarz ist auch noch im Seniorenalter im Volleyball aktiv. Mit dem 1. VC Norderstedt gewann er seit Ende der 1990er Jahre zahlreiche Deutsche Meistertitel in verschiedenen Altersklassen. Im Beachvolleyball wurde er mehrfacher Berliner Seniorenmeister und nahm an vielen Deutschen Seniorenmeisterschaften teil.
Aus der später geschiedenen Ehe mit Martina Schwarz stammt sein Sohn Christoph.